# The State of Innocence

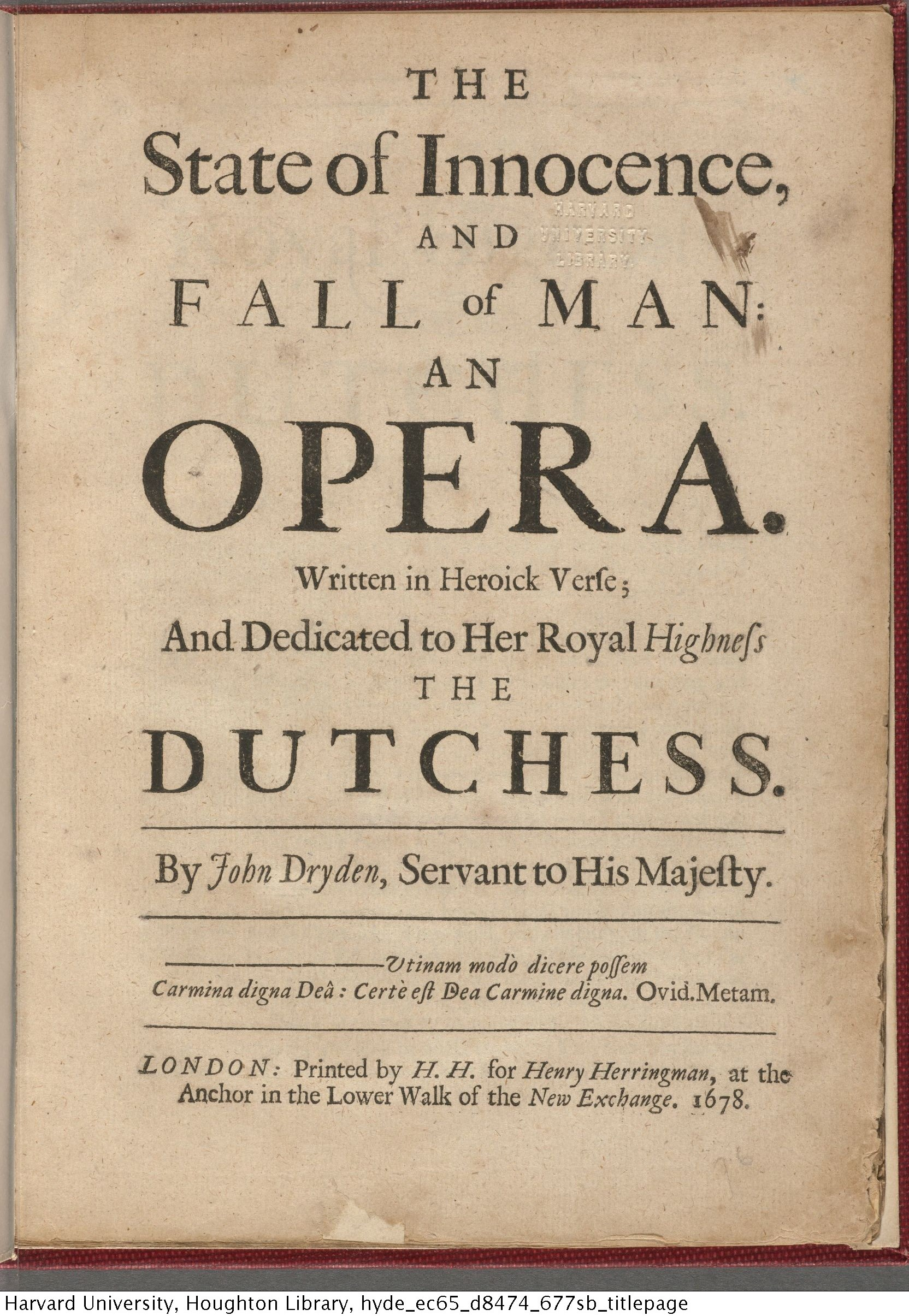
El estado de inocencia, John Dryden, 1674. Biblioteca Houghton, Universidad de Harvard.

The State of Innocence (El estado de inocencia) es una obra dramática con texto de John Dryden que pretendía ser representada como una ópera. El libreto en inglés se escribió en 1674 y se publicó por vez primera en 1677. 
Básicamente, es una adaptación escénica musical del poema épico de John Milton Paraíso perdido, un tributo a Milton más que una sátira del poema. Que Dryden admiraba a Milton es sorprendente porque los dos hombres eran políticamente opuestos. Milton estaba contra la Restauración de la monarquía británica, mientras que el realista Dryden fue nombrado primer Poeta laureado de Inglaterra por el restaurado Carlos II.
Tanto admiraba Dryden a Milton que dijo del escritor ciego: "Este hombre nos excluye a todos". Milton realmente dio permiso para que Paraíso perdido se transformara por Dryden, diciendo "¡Ah, puedes tocar mis versos si quieres." Nunca se le ocurrió lo presuntuoso de la propuesta de Dryden.
Escritos en dísticos heroicos, The State of Innocence empieza con la voz de Lucifer:
¿Es este el lugar que nuestro conquistador ha dado?
¿Y esto el clima que debemos cambiar por el cielo?
Estas regiones y este reino han conquistado mis guerras;
Este lastimero imperio es el botín del perdedor;
En líquidos ardores, o en seco, para vivir,
Es toda la triste vsriedad del infierno.
Parece que la partitura musical nunca fue escrita para acompañar al libreto. The State of Innocence nunca se ha representado. En la época en que se escribió, el escenario requerido, y los esfectos especiales como "ángeles rebeldes girando en el aire, y que parecen traspasados por rayos" sobre "un lage de azufre o fuego rodante", eran demasiado caros para la King's Company, para la que trabajaba Dryden, y demasiado exigentes técnicamente para su Theatre Royal, Drury Lane.
Aunque los efectos especiales requeridos quedan fuera del alcance de los proyectos más independientes, una adaptación muda al cine se puede ver en http://vimeo.com/22760943.
- Datos: Q7766386
- Multimedia: The State of Innocence / Q7766386